# Göran Gentele
Klas Göran Herman Arvid Gentele, ursprungligen Rubenson, född 20 september 1917 i Hedvig Eleonora församling i Stockholm, död 18 juli 1972 på Sardinien, Italien, var en svensk regissör och operachef.

## Biografi
Gentele var son till kapten Arvid Rubenson (1884–1968) i hans första äktenskap med Karin Cecilia Gentele (1893–1983).

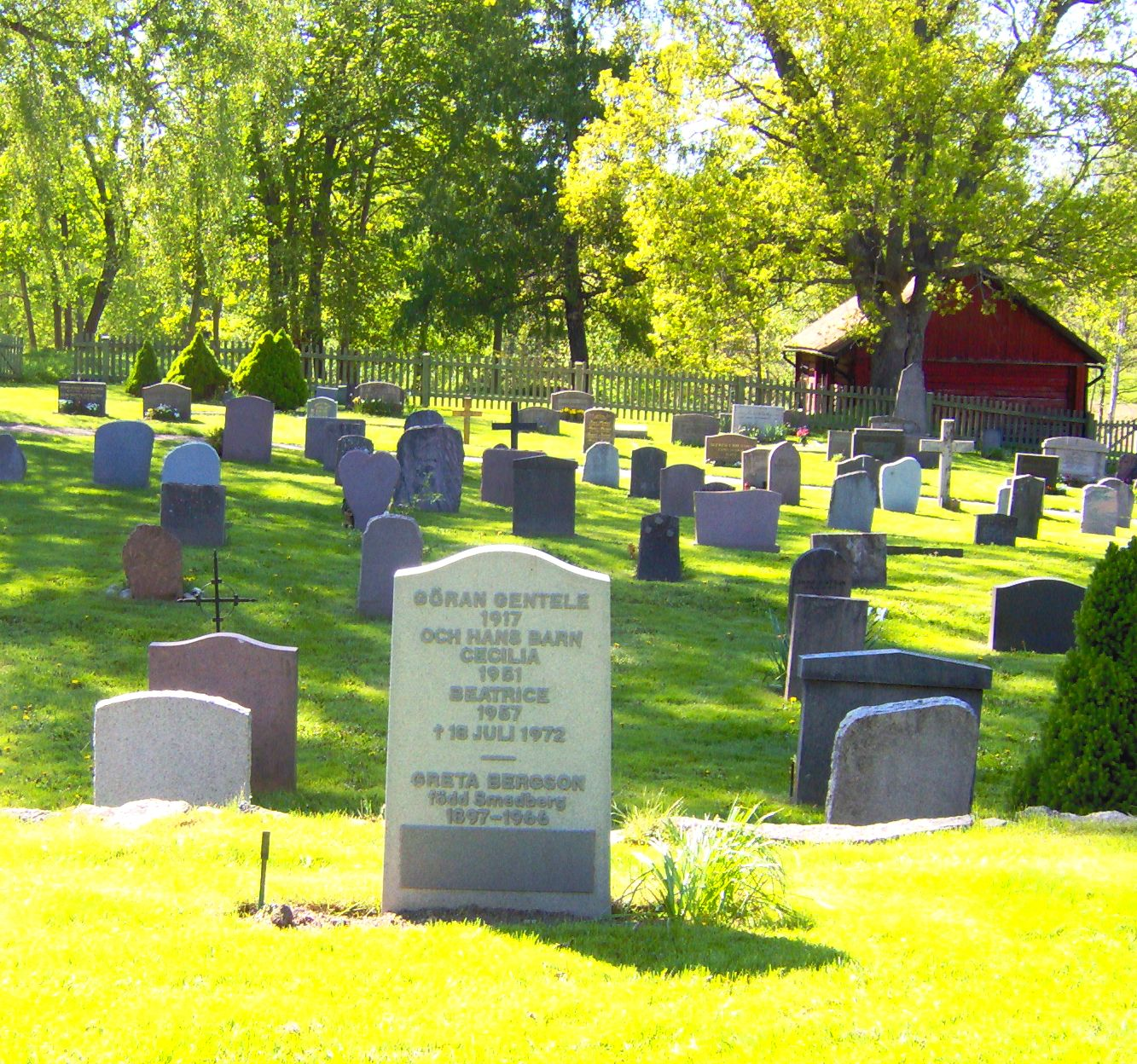
Göran Genteles och hans döttrars gravsten, Ingarö kyrka.

Han blev filosofie kandidat 1939 och studerade vid Dramatens elevskola 1944–1946. Därefter inledde han sin karriär som regissör, först på Dramaten, och sedan på Kungliga Teatern i Stockholm där han svarade för uppmärksammade iscensättningar av verk som Menottis Konsuln och Blomdahls Aniara. Han blev chef för Kungliga Teatern 1963 och iscensatte 24 operor och två operetter. Gentele tilldelades medaljen Litteris et Artibus 1970.
År 1972 utsågs han till chef för Metropolitan i New York, men omkom i en bilolycka på Sardinien innan han hann tillträda. 

### Familj
Han var gift två gånger, första gången 26 februari 1940 med Doris Sundblom (1916–1979) med vilken han fick en dotter, Jeanette Gentele, som är journalist.
Andra gången var han gift från 1950 till sin död med skådespelaren Marit Bergson, med vilken han fick döttrarna Cecilia och Beatrice som omkom i samma bilolycka som fadern. Hustrun Marit överlevde dock och gifte om sig. Gentele hade även en son, Måns, född 1960 tillsammans med Gunilla Pontén.
Göran Gentele är begravd på Ingarö kyrkogård, tillsammans med sina döttrar.

## Filmografi

### Regi i urval
- 1946 – Ballongen
- 1947 – Brott i sol
- 1948 – Intill helvetets portar
- 1951 – Leva på "Hoppet"
- 1957 – Värmlänningarna
- 1958 – Läderlappen (TV)
- 1958 – Fröken April
- 1959 – Sängkammartjuven
- 1960 – Tre önskningar
- 1960 – Carmen (TV)
- 1961 – Bohème  (TV)
- 1963 – En vacker dag
- 1965 – Maskeradbalen  (TV)
- 1967 – Testamentet (Janáček) (TV)
- 1969 – Miss and mrs Sweden

### Filmmanus
- 1947 – Brott i sol
- 1951 – Leva på "Hoppet"
- 1954 – Hjälpsamma herrn
- 1957 – Värmlänningarna
- 1958 – Fröken April
- 1959 – Sängkammartjuven
- 1960 – Tre önskningar
- 1963 – En vacker dag

### Producent
- 1945 – Den allvarsamma leken
- 1945 – Svarta rosor

### Roller i urval
- 1941 – Striden går vidare
- 1945 – Tre söner gick till flyget
- 1949 – Gatan

## Teater

### Roller
| År   | Roll            | Produktion                                                           | Regi          | Teater   |
| ---- | --------------- | -------------------------------------------------------------------- | ------------- | -------- |
| 1943 | Reportern       | Kungen Robert de Flers, Emmanuel Arène och Gaston Arman de Caillavet | Rune Carlsten | Dramaten |
| 1945 | Advokat Forrell | Av hjärtans lust Karl Ragnar Gierow                                  | Rune Carlsten | Dramaten |

### Regi
| År   | Produktion                                                                        | Upphovsmän                            | Teater            |
| ---- | --------------------------------------------------------------------------------- | ------------------------------------- | ----------------- |
| 1948 | Duo                                                                               | Paul Géraldy                          | Malmö stadsteater |
| 1949 | Lycko-Pers resa                                                                   | August Strindberg                     | Dramaten          |
| 1950 | Don Perlimplins kärlek till Belisa Amor de Don Perlimplín con Belisa en su jardín | Federico Garcia Lorca                 | Dramaten          |
| 1952 | Huset i Montevideo It's A Gift                                                    | Curt Goetz och Dorian Otves           | Folkan            |
| 1953 | Hej, revy                                                                         | Børge Müller och Kai Normann-Andersen | Folkan            |
| 1956 | Vår hemliga dröm Jupiter                                                          | Robert Boissy                         | Riksteatern       |

## Radioteater

### Roller
| År   | Roll           | Produktion                                  | Regi |
| ---- | -------------- | ------------------------------------------- | ---- |
| 1945 | Kandidat Casse | Förstklassigt familjepensionat Alice Svensk |      |

## Priser och utmärkelser
- 1958 – Spelmannen
- 1965 – Ledamot nr 719 av Kungliga Musikaliska Akademien
- 1970 – Litteris et Artibus